# Wahkohtowin
Dans les cultures cries et michif, la wahkohtowin est la nature interconnectée des relations, des communautés et des systèmes naturels. Son sens littéral est « parenté », et elle souvent utilisée pour désigner le droit cri dans son ensemble. L'écrivaine michif Maria Campbell en parle ainsi dans un article de 2007:
« Wahkotowin meant honoring and respecting those relationships. They are our stories, songs, ceremonies, and dances that taught us from birth to death our responsibilities and reciprocal obligations to each other. Human to human, human to plants, human to animals, to the water and especially to the earth. And in turn all of creation had responsibilities and reciprocal obligations to us. »
« Wahkotowin signifiait honorer et respecter ces relations. Ce sont nos histoires, nos chants, nos cérémonies et nos danses qui nous apprenaient, de la naissance à la mort, nos responsabilités et nos obligations réciproques les unes envers les autres. D'humaine à humaine, tout comme envers les plantes, envers les animaux, envers l'eau et surtout envers la terre. Et de même, toute la création avait des responsabilités et des obligations réciproques envers nous. »
Selon le juriste cri Darcy Lindberg, les cérémonies de la hutte à sudation jouent un rôle important dans l'enseignement de la wahkohtowin.

## Projets inspirés par la wahkohtowin
Pour Dwayne Donald et Diane Campeau, la marche à pied peut être un moyen de développer des relations dans l'esprit de la wahkohtowin.